# Edificio Armada de Chile
El edificio de la Comandancia en Jefe de la Armada de Chile, anteriormente conocido como edificio de la Intendencia de Valparaíso, por el primer uso que se le dio, es un edificio de estilo neoclásico francés de cinco pisos de altura y una superficie de 8000 metros cuadrados, localizado en la Plaza Sotomayor de Valparaíso frente al Monumento a los Héroes de Iquique.
Este edificio ha sido escenario de numerosos y relevantes eventos históricos y sociales. El 23 de enero de 1979 fue declarado Monumento Histórico de Chile, al mismo tiempo que fue declarada Zona Típica y de Protección tanto la Plaza Sotomayor como todos los edificios que la circundan.

## Historia

### El antiguo edificio (1831-1906)
En 1831, en el lugar donde actualmente se emplaza el edificio, el arquitecto inglés Juan Stevenson proyectó un primer edificio que fue utilizado originalmente como sede de la Aduana de Valparaíso. Más de dos décadas después, con la inauguración del Edificio de la Aduana el 1 de septiembre de 1855, este edificio pasó a ser la sede del Intendente.
Hacia fines del siglo XIX el edificio comenzó a presentar problemas en sus cimientos, a causa de los sucesivos temblores e inundaciones de invierno, razón por la cual debió ser demolido en 1900. El ingeniero Pedro Palma diseñó un proyecto de remodelación, que sin embargo no alcanzó a ejecutarse, pues el terremoto de Valparaíso de 1906 destruyó gran parte de la ciudad y cambió las prioridades.

### La nueva intendencia de Valparaíso (1907-1973)

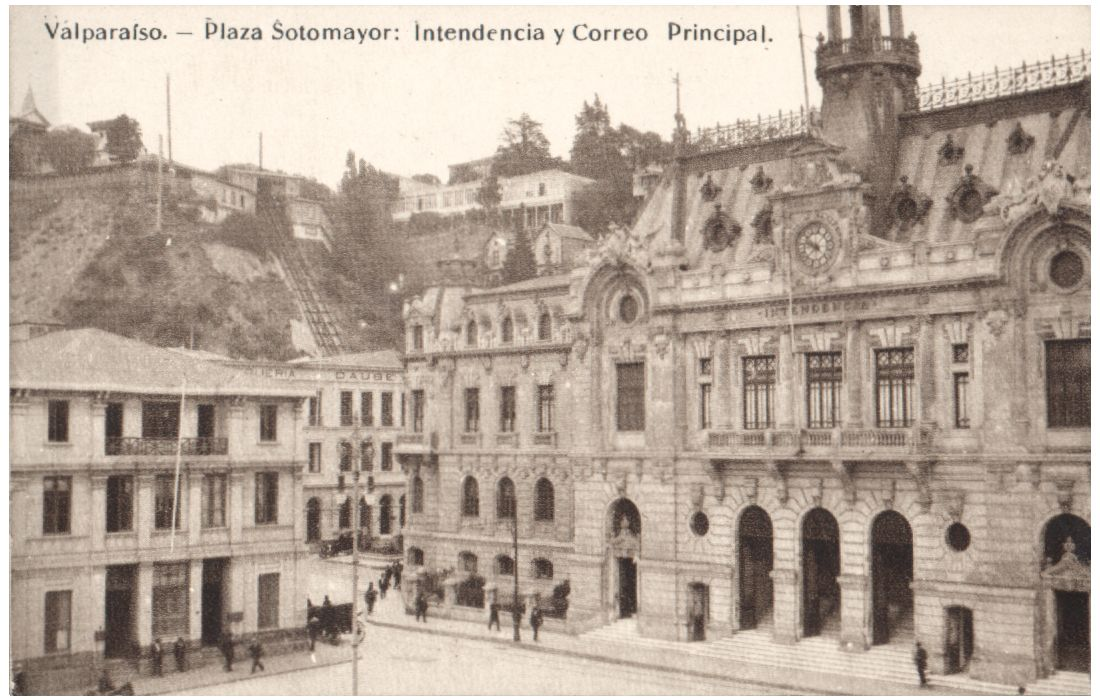
Antigua postal del edificio (derecha) en el que se puede leer «Intendencia». A la izquierda el edificio de correos, y al fondo el Cerro Alegre

Un año después del terremoto, se convocó a un concurso arquitectónico para la construcción de un nuevo edificio, en el mismo lugar que el anterior, que sirviera al mismo tiempo como sede de la Intendencia de Valparaíso y de la Gobernación Provincial, residencia del intendente, lugar de recepciones oficiales y residencia de verano para los presidentes de la República.
El ganador del concurso fue el arquitecto Ernesto Urquieta, responsable de otras obras importantes en la ciudad, como la casa central de la Universidad Católica de Valparaíso, el Teatro Imperio y el Banco Franco-Belga. El diseño de Urquieta, basado en palacios franceses como el Palacio Consistorial de París, contempló un edificio de cinco pisos: los tres primeros para oficinas de la Intendencia, la Comandancia General de Armas, la Dirección de Obras Públicas y la Tesorería Fiscal; los últimos dos para la casa del intendente y el apartamento presidencial.

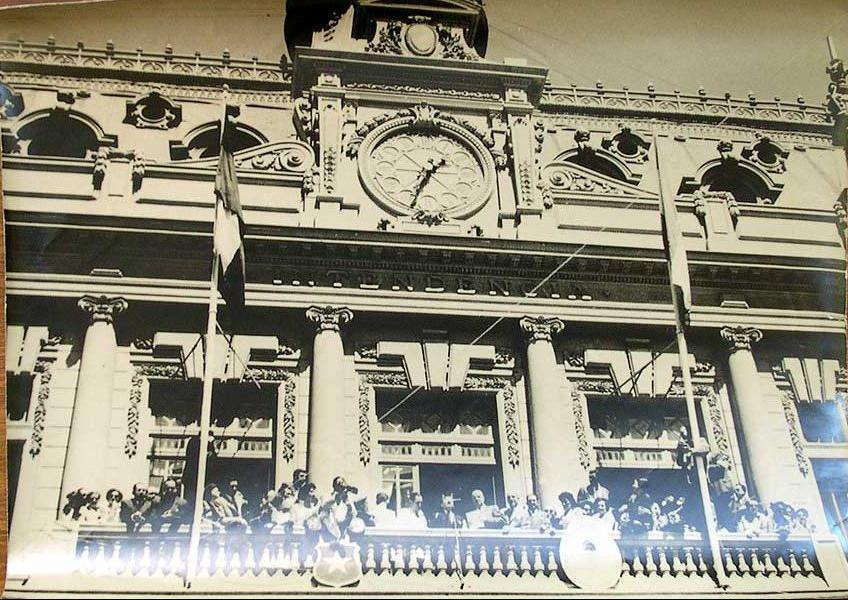
Juan Domingo Perón, expresidente de Argentina, en los balcones del edificio de la Intentencia (1953)

El edificio se inauguró en 1910, durante las fiestas del Centenario de Chile, para servir como sede del poder político local. Desde su inauguración se convirtió en un lugar de encuentro para la aristocracia porteña. Eran famosas las fiestas organizadas para celebrar acontecimientos históricos como el 21 de mayo o el 18 de septiembre. Hacia 1914 se realizaban bailes de máscaras en su Salón de Invierno. De acuerdo con el arquitecto viñamarino Tomás Eastman Montt, a mediados de los años 1920 se realizó en el Salón Rojo del edificio un baile en honor a Humberto de Saboya, príncipe heredero al trono del Reino de Italia, mientras que en los años 1950, el intendente Rivas Vicuña organizó una fastuoso baile de máscaras, similar a los que se hacían en 1914. El edificio funcionó como residencia presidencial hasta 1929, año en que el presidente Carlos Ibáñez del Campo, en plena crisis económica, mandó a construir el Palacio Presidencial de Cerro Castillo en Viña del Mar.
En la década de 1960, con motivo de la obtención de un campeonato de fútbol del equipo local, Santiago Wanderers, el intendente Enrique Vicente (DC) organizó la primera gran fiesta no aristocrática en las dependencias del edificio, a la cual fueron invitados los jugadores del equipo, los dirigentes y parte de la hinchada. Años más tarde, durante la presidencia de Salvador Allende (1970-1973), el edificio se utilizó durante los meses de verano para congregar al gabinete presidencial y recibir a dirigentes sociales que pedían audiencia con el presidente. El 30 de noviembre de 1971, durante la visita de Fidel Castro, este pronunció un discurso desde uno de los balcones a una multitud congregada en la Plaza Sotomayor.

### Dictadura militar (1973-1990)
Durante el Golpe de Estado del 11 de septiembre de 1973, que dio inicio a la dictadura militar liderada por el general Augusto Pinochet, el Edificio de la Intendencia y otros edificios públicos fueron tomados desde muy temprano por los marinos de la Armada de Chile, que regresaron al puerto de Valparaíso luego de haber zarpado el día anterior para participar de la Operación UNITAS concertada por Estados Unidos. Al intendente de entonces, Luis Gutiérrez, el Golpe lo tomó por sorpresa.
Poco después, el edificio pasó al mando de la Comandancia en Jefe de la Primera Zona Naval de la Armada. Hasta entonces la Comandancia en Jefe se ubicaba en la calle Prat, y solo la Guarnición Militar funcionaba en el primer piso del edificio. La Intendencia, por su parte, fue trasladada en 1982 a un edificio de 19 pisos construido para tal efecto en las cercanías de la plaza Aníbal Pinto de Valparaíso, junto a la Plaza de la Ciudadanía.
Bajo este nuevo mando, hubo casos de marinos de la Armada que torturaron gente dentro del edificio, como es el caso del periodista Hugo Maldonado, detenido el 4 de octubre en La Calera por su conexión con marineros opositores al golpe. Maldonado fue llevado hasta allí por detectives, antes de ser trasladado finalmente al cuartel Silva Palma, donde estuvo preso cinco años.
En 1979, por propuesta del Servicio Nacional de Turismo, el edificio fue declarado Monumento Histórico, por sus méritos históricos y arquitectónicos. La Plaza Sotomayor junto a sus demás edificios aledaños, por su parte, fueron declarados Zona Típica.

### Retorno a la democracia y actualidad

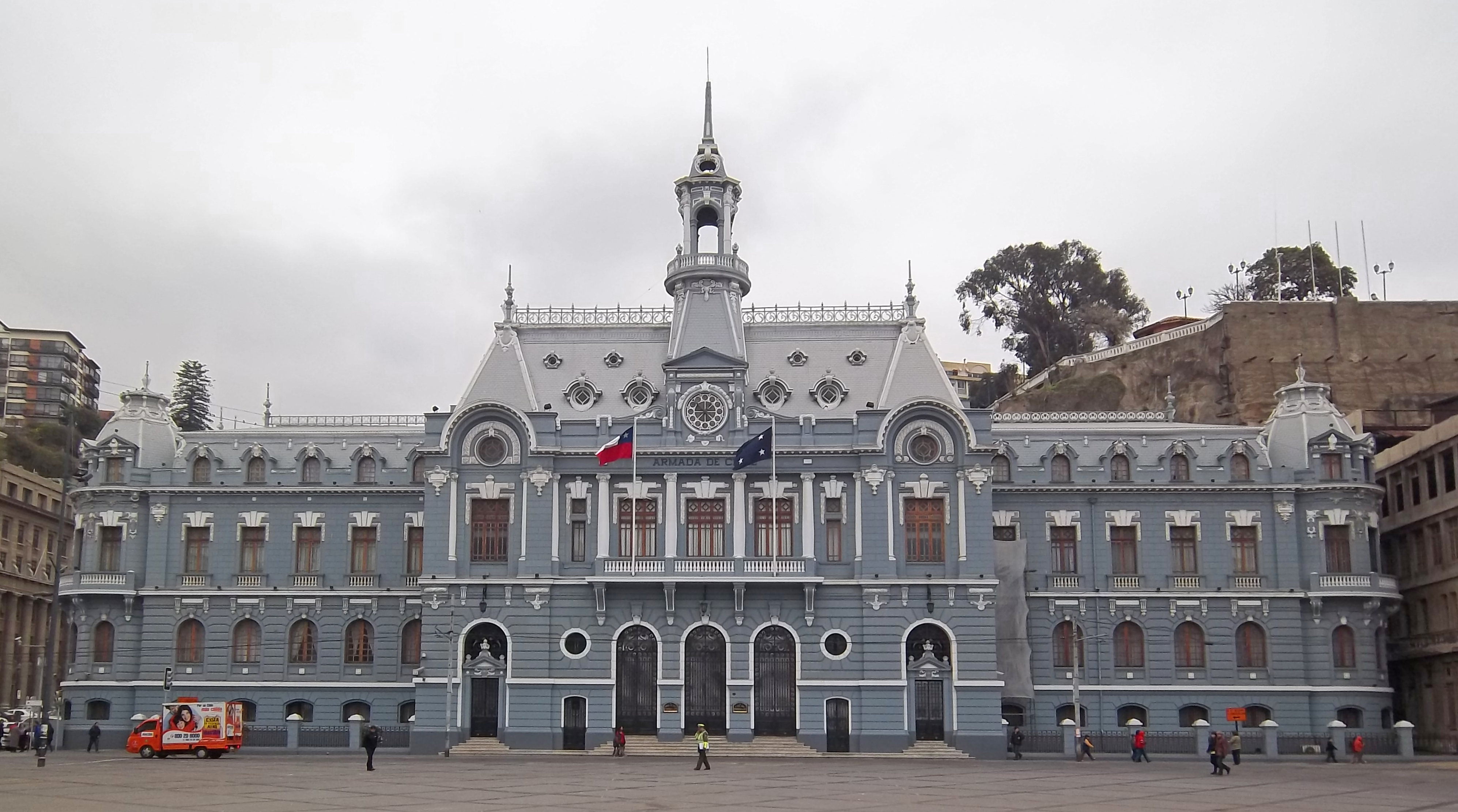
El fachada gris del edificio, en la imagen, pintada así durante la dictadura militar, se mantuvo hasta la restauración de 2013.

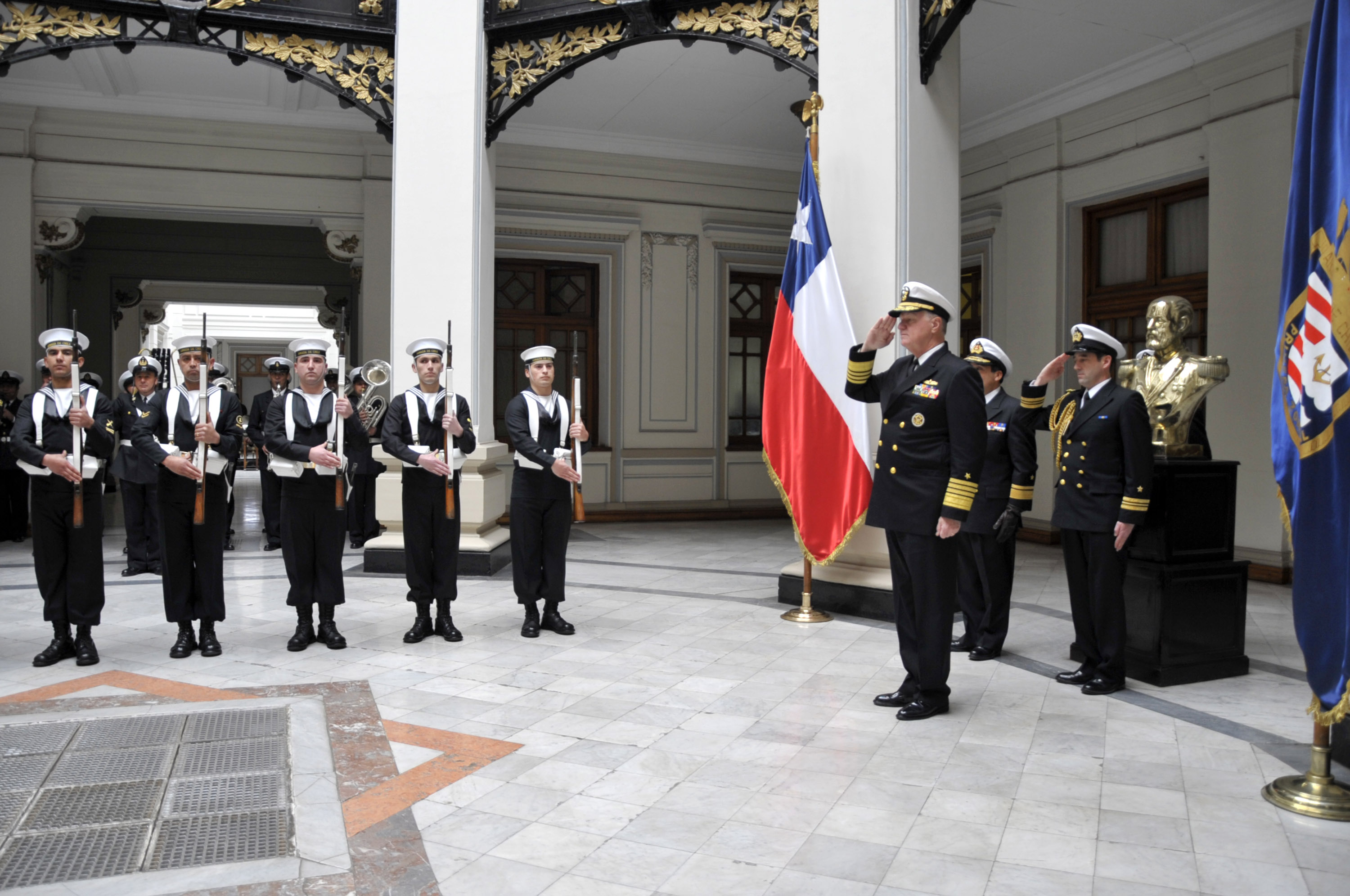
Ceremonia de la Armada en el interior del edificio, en 2011.

Luego de la transición a la democracia, el edificio ha continuado perteneciendo a la Armada y siendo utilizado específicamente por la Comandancia en Jefe de la Primera Zona Naval, la Guarnición Militar de Valparaíso y el Cantón de Reclutamiento 23. Si bien han surgido algunas críticas sociales a favor de devolver al edificio su uso original, como sede de la política local, al menos hasta 2008 ni la Intendencia ni las autoridades habían pedido su devolución.
En 2013, el Centro de Estudios Patrimoniales de la Pontificia Universidad Católica de Valparaíso, por encargo de la Armada de Chile y con el apoyo del Consejo de Monumentos Nacionales y la Ilustre Municipalidad de Valparaíso, restauró la fachada del edificio. Se pintó todo su exterior, incluyendo cubiertas, columnas, ornamentas y muros. El color gris que tenía el edificio por entonces, fue reemplazado por un azul más vistoso como el original. Además se instaló un sistema de luces led para destacar la obra de noche.
Hasta la actualidad, el edificio continúa recibiendo, como desde sus inicios, visitas protocolares de autoridades extranjeras. Así, por ejemplo, en 2016 recibió con honores al príncipe Eduardo, Conde de Wessex.

## Características

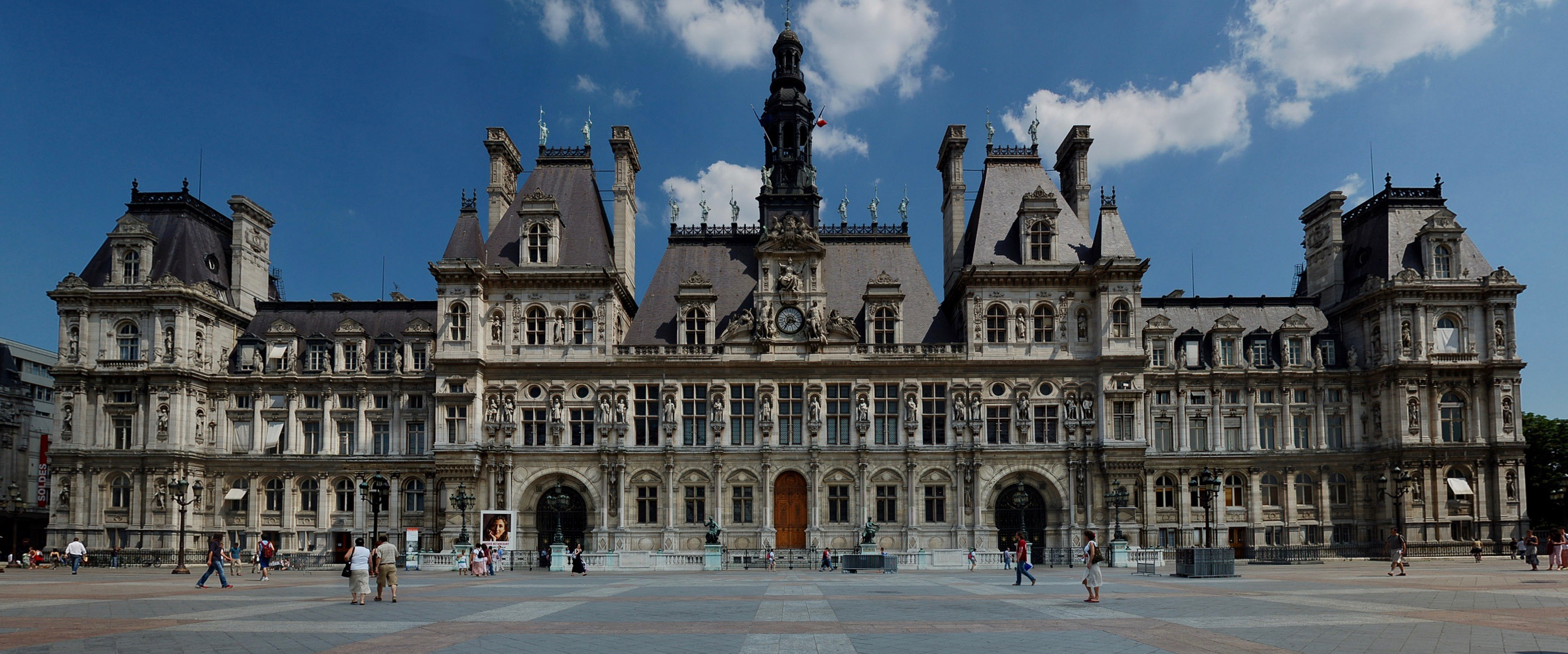
Fachada del Palacio Consistorial de París, que inspiró el diseño del edificio.

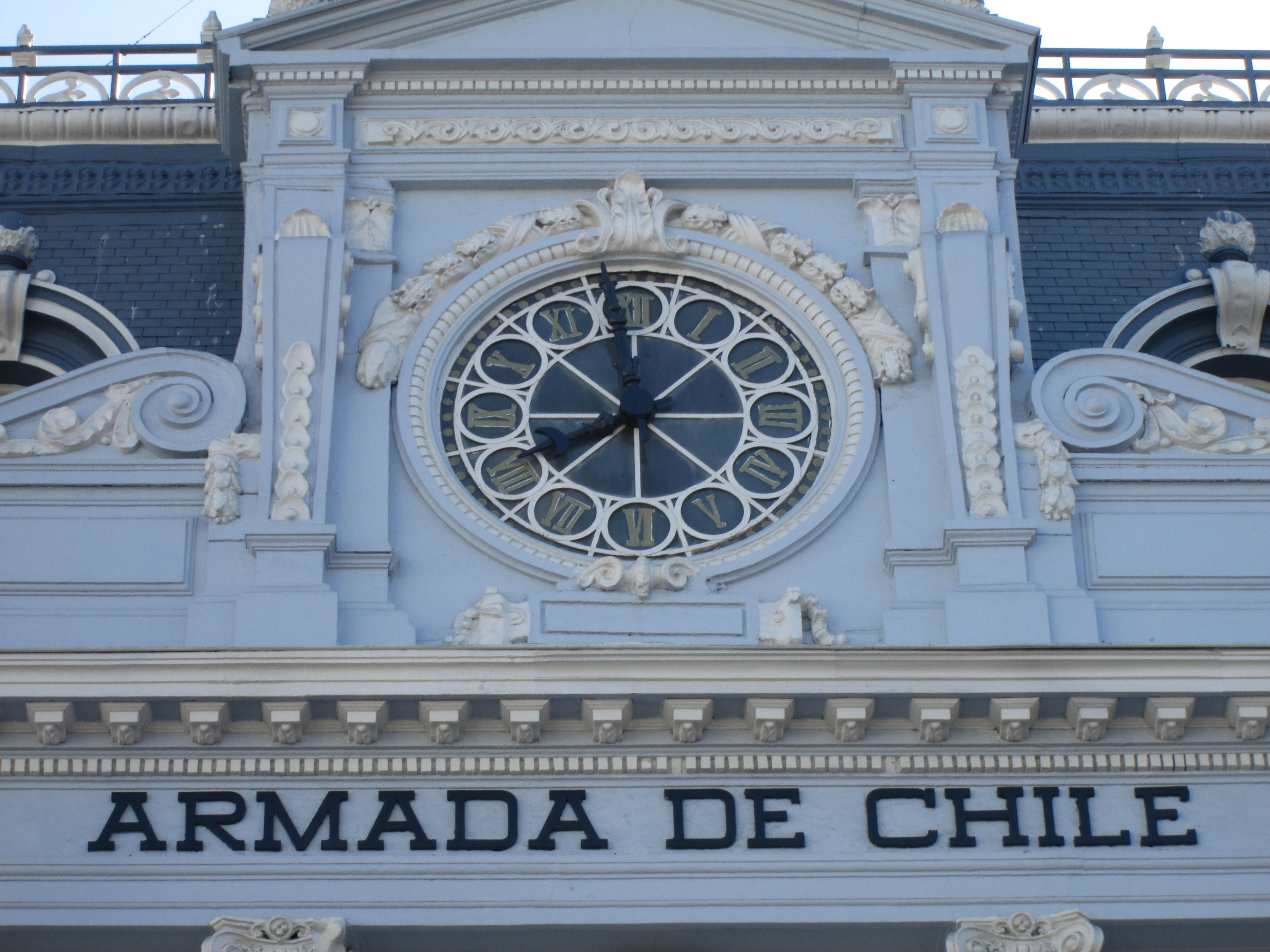
Detalle del reloj de la fachada.

El diseño del edificio está basado en el ecléctico neoclasicismo francés utilizado en los palacios franceses como el que posee el actual Ayuntamiento de París. Es una estructura sólida de finas terminaciones, que consta de cinco pisos y tres cuerpos, los cuales poseen numerosas habitaciones y salones. Los tres primeros pisos fueron diseñados para contener oficinas, mientras que los últimos dos, para hospedaje. Los salones del cuerpo central se han utilizado como salones de visitas, para conferencias y reuniones oficiales, así como para recibir a dignatarios y visitas ilustres.
En su fachada conviven volúmenes de entrantes y salientes, junto con ornamentos variados de yeso y piedra artificial. La estructura está coronada por mansardas que dan hacia la Plaza Sotomayor, y en su cuerpo central hay un reloj y una cúpula. Su color original era un azul como el que se conserva actualmente. A inicios de los años 1970, estaba pintada de un color pastel, y durante el período de la dictadura militar el edificio fue pintado de color gris.
En cuanto a su interior, destaca la conservación de sus lámparas y de casi todo su fino mobiliario, fabricado en 1884 y traído de la casa Leroux de París. Una escalera de mármol conduce desde el pórtico central al segundo piso. Un tragaluz va desde el techo hasta el segundo piso, enmarcado por columnas con figuras en relieve.
|                                      |
| Uno de los salones del segundo piso. |

|                          |
| Reloj en el mismo salón. |

|                               |
| Terminaciones del mobiliario. |

|                         |
| Otros objetos de valor. |